# Frontera entre Rússia i Ucraïna
La frontera entre Rússia i Ucraïna és la frontera internacional entre Ucraïna i la Federació russa (membre de la Comunitat d'Estats Independents), formalment existent des de la declaració d'independència d'Ucraïna de la Unió Soviètica, el 24 d'agost del 1991. La frontera perfila cinc oblasts (regions) d'Ucraïna i cinc oblasts (províncies) de la Federació russa.
Des de la primavera del 2014, la frontera s'ha vist compromesa a causa de la intervenció militar russa a Ucraïna del 2014. Segons el cap del Servei de Guàrdia de la Fronterera Estatal d'Ucraïna, Viktor Nazarenko, Ucraïna no controla 409,3 quilòmetres de la frontera estatal. Aquest tram de terra ara està controlat per la República Popular de Donetsk i la República Popular de Luhansk. A causa de l'annexió de Crimea a la Federació russa, Ucraïna ha perdut control positiu sobre la connexió en ferri de Kertx amb Rússia. Al mateix temps, la Federació russa va crear punts de control al llarg de la frontera administrativa d'Ucraïna entre Crimea i l'óblast de Kherson.

Zones Econòmiques Exclusives al mar Negre

El 2014, el govern d'Ucraïna va donar a conèixer un pla per construir un sistema defensiu de murs al llarg de la frontera amb Rússia, anomenat "Projecte Mur". Costaria gairebé 520 milions $, trigaria quatre anys a completar-se i ha començat la construcció el 2015.
L'1 de gener del 2018, Ucraïna va introduir controls biomètrics per als russos que entren al país. El 22 de març del 2018 el president d'Ucraïna Petrò Poroixenko va signar un decret que exigia als ciutadans russos notificar a les autoritats ucraïneses amb antelació la seva raó per viatjar a Ucraïna.

## Geografia
La frontera té una longitud de 2.295,04 kilòmetres, dels quals 1.974,04 són frontera terrestre i 321 són frontera marítima. S'estén des d'un punt al mar Negre, 2,5 kilòmetres al sud de l'estret de Kertx. al nord del qual hi ha el primer contactes de les aigües territorials d'ambdós estats. Després passa al Mar d'Azov al punt de la costa que va cap a la frontera terrestre i així successivament fins al trifini amb Belarús al nord.

## Història

### Dissolució de l'Imperi rus

Formació de les fronteres ucraïneses (1917-1928)

La frontera ha heretat la seva ubicació des de la divisió territorial administrativa entre la República Socialista Soviètica d'Ucraïna i la República Socialista Federada Soviètica de Rússia. La primera demarcació real va tenir lloc al maig del 1918 a Kursk. Després de la caiguda de l'Imperi Rus, la majoria d'Ucraïna (República Popular d'Ucraïna) va ser ocupada pels guàrdies rojos de la Rússia soviètica. Amb l'ajuda dels poders centrals, Ucraïna va aconseguir recuperar tots els seus territoris de "goveracions ucraïneses" i també va annexionar alguns comtats limítrofs de les províncies de Kursk i Voronezh, on la composició ètnica de la població era predominantement ucraïnofona. El 6 de maig del 1918, es va signar un acord d'alto el foc a Konotop entre Ucraïna i la Rússia soviètica. Entre els bàndols en lluita es va crear un territori neutral entre 10-40 km d'ample per evitar noves agressions, però el costat rus va decidir crear algunes forces guerrilleres que es van transformar en dues "divisions ucraïneses" (vegeu Nikolai Shchors).
Les converses de pau es van iniciar el 23 de maig del 1918 a Kíiv, on la delegació russa estava presidida per Christian Rakovski i Dmitri Manuilski, i l'ucraïnesa per Serhii Shelukhin (ambaixador d'Ucraïna a Rússia). El 12 de juny del 1918, els bàndols van signar el tractat de pau preliminar. Es van estancar les negociacions posteriors a causa de la manca de consens sobre qüestió de la frontera. El costat ucraïnès proposava un principi ètnic basat en els aspectes polítics, geogràfics i econòmics ja establerts, mentre que el costat rus va insistir en realitzar un plebiscit a cada lloc poblat.
El 22 de juny del 1918, ambdues parts finalment van acordar la proposició ucraïnesa, alhora que qualsevol qüestió en disputa es decidiria per plebiscit. Com que qualsevol negociació posterior no va conduir enlloc va ser acabada per la delegació ucraïnesa a l'octubre de 1918, ja que era evident que els russos utilitzaven el seu temps per fer propaganda pro-soviètica.

### Frontera internacional amb la República del Don
Més productives van ser les negociacions entre la República del Don i Ucraïna, que van començar les seves negociacions poc després que la República del Don formés el seu govern el 16 de maig del 1918. El Don va ser presentat pel ministre de comerç Vladimir Lebedev i l'ambaixador del Don a Ucraïna general Aleksandr Txeriatxukin, mentre que el costat ucraïnès era representant pel ministre d'Afers Exteriors Dmitro Doroshenko .
El 8 d'agost del 1918, els bàndols van signar el tractat "Sobre els principis bàsics de les relacions bilaterals", on van acordar renunciar a les seves disputes territorials i es va establir una frontera basada en la divisió governamental de l'Imperi Rus. La frontera entre el Don i Ucraïna va esbossar la província dels Cosacs del Don a l'oest de la República del Don i les governacions de Iekaterinoslav, Khàrkiv i Voronezh a l'est d'Ucraïna. A Ucraïna també se li va cedir algun territori del marge dret del Kalmius riu a l'est de Mariúpol per garantir l'administració correcta de la ciutat i el port. El 18 de setembre del 1918 es va crear la Comissió Don-Ucraïna en l'administració del Districte Industrial de Taganrog amb seu a Khàrkiv.

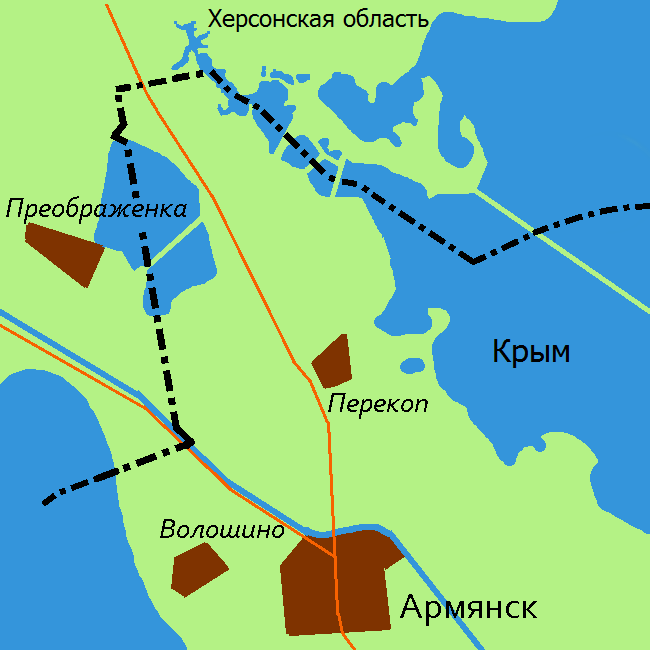
Nord de l'Istme de Perekop, frontera entre Rússia i Ucraïna

### Segona invasió de la Rússia soviètica
Després de la segona invasió de les tropes soviètiques el 1919, el nou govern soviètic d'Ucraïna pretenia retenir tots els guanys territorials del govern nacional d'Ucraïna (Estat Ucraïnès. No obstant això, després de diverses rondes de negociacions, la frontera entre les "governacions ucraïneses" (Cernihiv i Khàrkiv) i les "governacions russes" (Bryansk i Kursk) quedaven intactes. També es va acordar que Ucraïna faria frontera amb Crimea a l'istme de Perekop. El 10 de març del 1919 es va signar un tractat fronterer entre la República Socialista Soviètica d'Ucraïna i la República Socialista Federada Soviètica de Rússia.
El 24 d'abril del 1919, l'RSS d'Ucraïna va ser desposseïda de quatre comtats de la governació de Cernihiv que en una decisió unilateral del Ministeri d'Afers Exteriors de la RFSS de Rússia van ser transferits a la recentment creada governació de Gomel. El 28 de abril del 1919 el Comitè Central del Partit Comunista d'Ucraïna simplement ho va reconèixer.
Després que l'URSS es va crear formalment el 1922 i, a causa de l'inici de la reforma de la divisió administrativa, van sorgir problemes. El govern ucraïnès va reclamar principalment algunes parts de les governacions de Kursk i Voronezh, que eren la llar d'una població de parla ucraïnesa. Com a resultat de la controvèrsia fronterera dels anys 20, Ucraïna va rebre un terç aproximadament dels territoris reclamats, mentre que els districtes de Taganrog i Shakhty van tornar a la RSFSR. El 1927 es va establir la frontera administrativa entre la RSFSR i la SSR d'Ucraïna.

### 1994 Memoràndum de Budapest sobre Assegurances de Seguretat
El Memoràndum de Budapest sobre Assegurances de Seguretat es refereix a tres acords polítics idèntics signats a la conferència de l'OSCE a Budapest (Hongria)el 5 de desembre del 1994. Entre altres coses, el Memoràndum va prometre que els seus signants (la Federació de Rússia, els Estats Units d'Amèrica, i el Regne Unit) respectarien les fronteres existents d'Ucraïna.

### Tercera invasió de Rússia (incident de Tuzla)

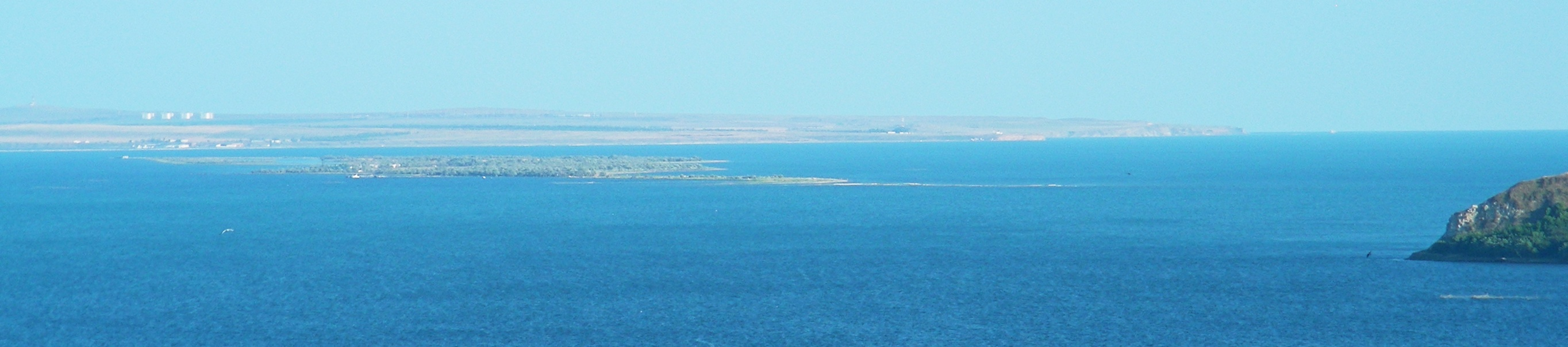
L'illa de Tuzla (centre). Vista des de Mont Mitridates (Kertx, Ucraïna).

L'illa de Tuzla es va convertir en una disputa important entre Rússia i Ucraïna el 2003. L'illa està situada a l'estret de Kertx i administrativament forma part de Crimea. Durant l'època soviètica, l'illa fou cedida a l'RSS d'Ucraïna el 1954, juntament amb la resta de Crimea, fet que va ser qüestionat feroçment per algun polítics russos com a fonament jurídic de canvi territorial.
Les principals rutes comercials es troben completament a la part més profunda de l'estret de Kertx, que es troba entre l'illa i Crimea i es considera part de les aigües territorials d'Ucraïna. D'altra banda, els vaixells es veuen impedits de viatjar cap a l'est de l'illa (cap a la península de Taman) a causa del fet que hi ha aigües poc profundes. Entre la península de Tuzla i Taman hi ha dos canals, però cap d'ells és més profund de 3 metres. Els peixos també fresen principalment a les aigües territorials d'Ucraïna, que és favorable per a la indústria pesquera de Crimea. La intensitat del conflicte va augmentar a causa de la previsió de localitzacions de petroli i gas a la zona i la manca d'una frontera internacional establerta i ratificada entre Rússia i Ucraïna. A proposta de la part russa, s'ofereix que la frontera s'estengui al llarg del llit de les aigües territorials, mentre comparteixi l'ús de les aigües de l'estret del mar d'Azov i Kertx.
Fins al 1925, l'illa formava part de Taman, situada a l'interior de la província de Kuban-Mar Negre i posteriorment la Regió del Caucas Nord. Durant una gran tempesta que es va produir a l'estret de Kertx, la porció occidental de l'escopina es va separar del continent convertint-se en una illa. El 7 de gener del 1941, durant la Segona Guerra Mundial, l'illa va ser transferida a la República Socialista Soviètica Autònoma de Crimea (posteriorment a l'Oblast de Crimea) que el 1954 va ser transferida a Ucraïna.

### Disputa de l'estat de Crimea (2014)
Des de la crisi de Crimea del 2014, l'estatut de Crimea i de la ciutat de Sevastopol és actualment sota disputa entre Rússia i Ucraïna; Ucraïna i la majoria de la comunitat internacional consideren que Crimea és una república autònoma d'Ucraïna i Sebvastopol és una de les ciutats amb estatus especial d'Ucraïna, mentre que Rússia considera a Crimea un subjecte federal de Rússia i Sebastopol una de les tres ciutats federals. Des del 1991, Rússia també arrendava la Base Naval de Sevastopol, amb l'arrendament actual que s'estenia fins a l'any 2040 amb opció per a una altra extensió però, la Duma Estatal russa va aprovar la denúncia d'aquests acords d'arrendament per unanimitat per part de 433 diputats el 31 de març del 2014.
Les fronteres de la Base Naval de Rússia a la ciutat de Sevastopol i les rodalies no han estat clarament identificades.
L'1 de gener del 2018, Ucraïna va introduir controls biomètrics per als russos que entren al país. El 22 de març del 2018, el president d'Ucraïna, Petrò Poroixenko, va signar un decret que exigia als ciutadans russos i "persones sense ciutadania, que provenen de països de risc migratori" (no es van donar més detalls) que notifiquessin anticipadament a les autoritats ucraïneses sobre la raó per viatjar a Ucraïna.

## Punts de control condicionals

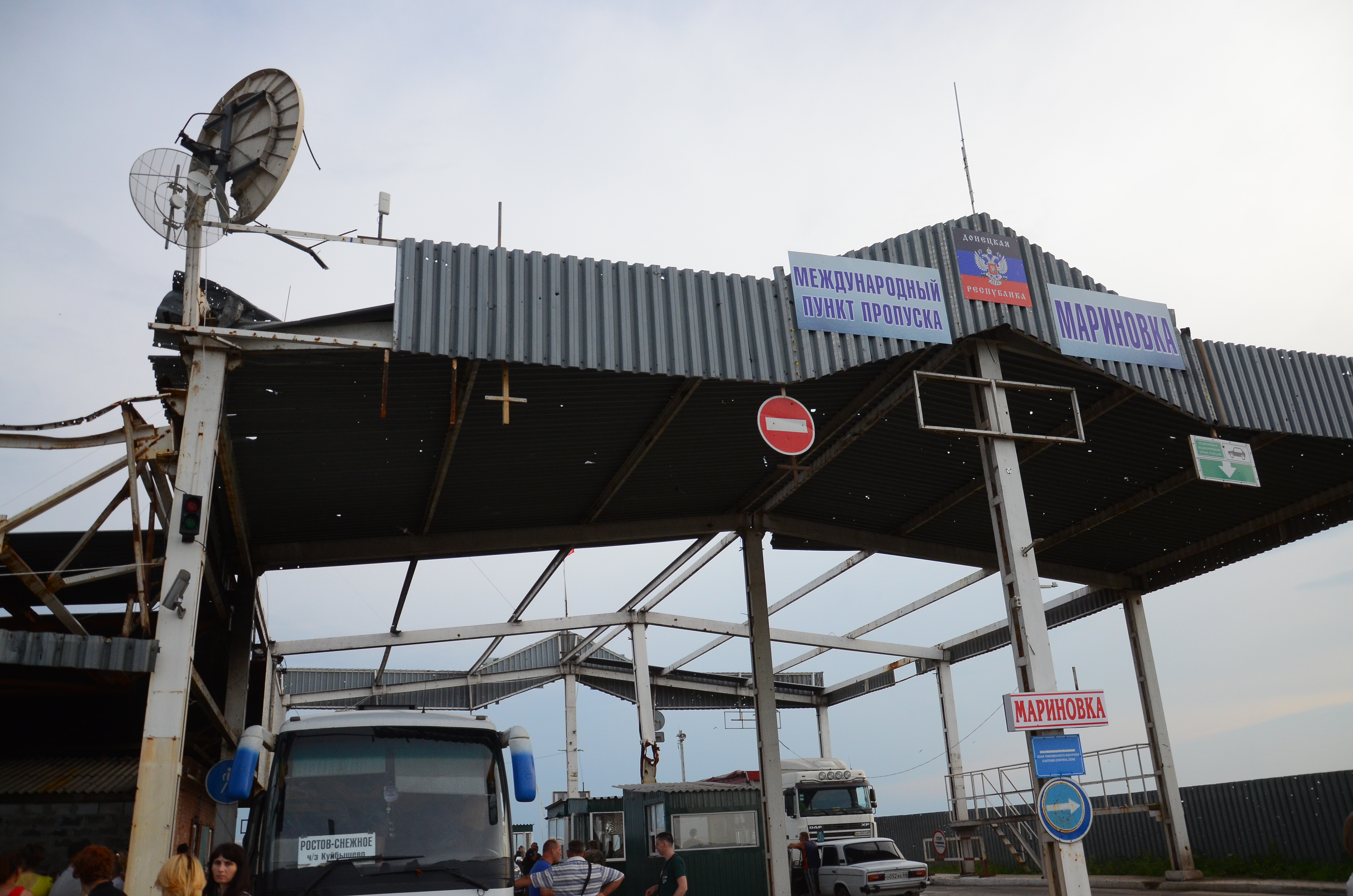
Punt de control Marynivka controlat per la República Popular de Donetsk en juny 2015 (amb la seva bandera clarament visible)

Des de l'inici de la guerra al Donbàs a l'abril del 2014, Ucraïna va perdre (segons el cap del Servei de la Guàrdia Estatal d'Ucraïna, Viktor Nazarenko) el control de 409,3 quilòmetres de la frontera estatal al sud-est Ucraïna. Aquest tram de sòl ara està controlat per organitzacions més conegudes com a República Popular de Donetsk i República Popular de Luhansk.
Segons el Servei de Guàrdies Fronterers d'Ucraïna, el nombre de ciutadans russos que van travessar la frontera amb Ucraïna (més de 2,5 milions de russos el 2014) van caure gairebé un 50% el 2015. També van denegar l'entrada a Ucraïna a 16.500 ciutadans de Rússia el 2014 i 10.800 a russos l'any 2015. Segons la Guàrdia de Fronteres de l'Estat, hi va haver 1,5 milions de viatges de russos a Ucraïna el 2017.

## Demarcació
El 17 de maig del 2010 es va signar un tractat sobre la demarcació de la frontera comuna entre els ministres d'Afers Exteriors d'Ucraïna i Rússia i va entrar en vigor el 29 de juliol del mateix any. En aquest moment, Ucraïna pretenia començar a treballar sobre la demarcació de la frontera després de la ratificació de l'acord pels respectius governs, però la ratificació no s'ha completat. Tanmateix, el 16 de juny del 2014, el Consell Nacional de Seguretat i Defensa va ordenar al govern que portés una demarcació de la frontera d'un sol costat "en termes de les amenaces existents a la seguretat nacional"; enmig dels pitjors combats del conflicte amb Rússia del 2014.

## Mur ucraïnès
Des de maig del 2015 Ucraïna està construint un mur fronterer fortificat a la frontera entre Rússia i Ucraïna. L'objectiu del projecte és prevenir la intervenció militar russa i la guerra guerra híbrida a Ucraïna.
A partir de maig del 2015, un sistema de defensa emmurallat estava en construcció al llarg de la frontera russa a la província de Khàrkiv. El projecte està previst que estigui acabat el 2018.